# Franco Frigo
Franco Frigo (Cittadella, 13 agosto 1950) è un politico italiano, presidente della Regione Veneto dal 1992 al 1993 ed ex europarlamentare.

## Biografia
Nasce in una famiglia contadina veneta, si laurea in ingegneria a Padova nel 1974 e in architettura a Venezia nel 1983. Nel 1974 apre uno Studio Tecnico di Ingegneria e Architettura ancora operante a Cittadella. Nel 1976 si sposa. Ha tre figlie.

## Attività politica
Si iscrive giovanissimo alla Democrazia Cristiana diventa Assessore al Comune di Cittadella tra il 1975 ed il 1985. Nel 1985 viene eletto prima consigliere provinciale e poi Presidente della Provincia di Padova, alla cui guida rimane fino al 1990.
Nello stesso 1990 è eletto Consigliere regionale. Nel 1992 diventa Presidente della Regione Veneto e rimane alla guida della Giunta Regionale fino al 1993 appoggiata anche esternamente da Lega e PDS
Ritorna in Consiglio regionale del Veneto nel 2000 eletto nella lista a sostegno di Massimo Cacciari Presidente che a livello regionale sperimenta quella che sarà la nascita del partito Democrazia è Libertà - La Margherita . Nel 2005 viene riconfermato nella lista unitaria Uniti nell'Ulivo risultando il candidato più votato dell'opposizione con 22.337 voti di preferenza.
Tra i fondatori del Partito Democratico in Veneto sostiene nel 2007 la candidatura di Enrico Letta a Segretario del Partito alle Elezioni primarie del Partito Democratico del 2007. Il risultato di Letta in Veneto è tra i migliori in Italia.
Si candida alle elezioni europee del 2009 nel collegio Nordest, ottenendo 56.102 preferenze (di cui 20.843 in Provincia di Padova e 13.473 in Provincia di Vicenza) risultando sesto nella lista del Partito Democratico.
Nel 2011 diventa presidente del Maap (Mercato agroalimentare di Padova), il primo mercato italiano per export.
Nel maggio 2013, in seguito all'elezione a Presidenti del Friuli-Venezia Giulia di Debora Serracchiani subentra in Parlamento europeo, dove è membro delle Commissioni "Trasporti e Turismo" e "Libertà civili, giustizia e affari interni".
Nel 2014 si ricandida alle Elezioni europee con il PD nella circoscrizione del Nord-Est ma con 43.429 preferenze non viene rieletto.